# Бивер Вали (Аризона)
Бивер Вали (енгл. Beaver Valley) насељено је место без административног статуса у америчкој савезној држави Аризона.

## Демографија
По попису из 2010. године број становника је 231.
| Група             | 2000.    | 2010.       |
| Белци             | 0 (0,0%) | 217 (93,9%) |
| Афроамериканци    | 0 (0,0%) | 0 (0,0%)    |
| Азијати           | 0 (0,0%) | 2 (0,9%)    |
| Хиспаноамериканци | 0 (0,0%) | 11 (4,8%)   |
| Укупно            | 0        | 231         |